# Coupe du Président

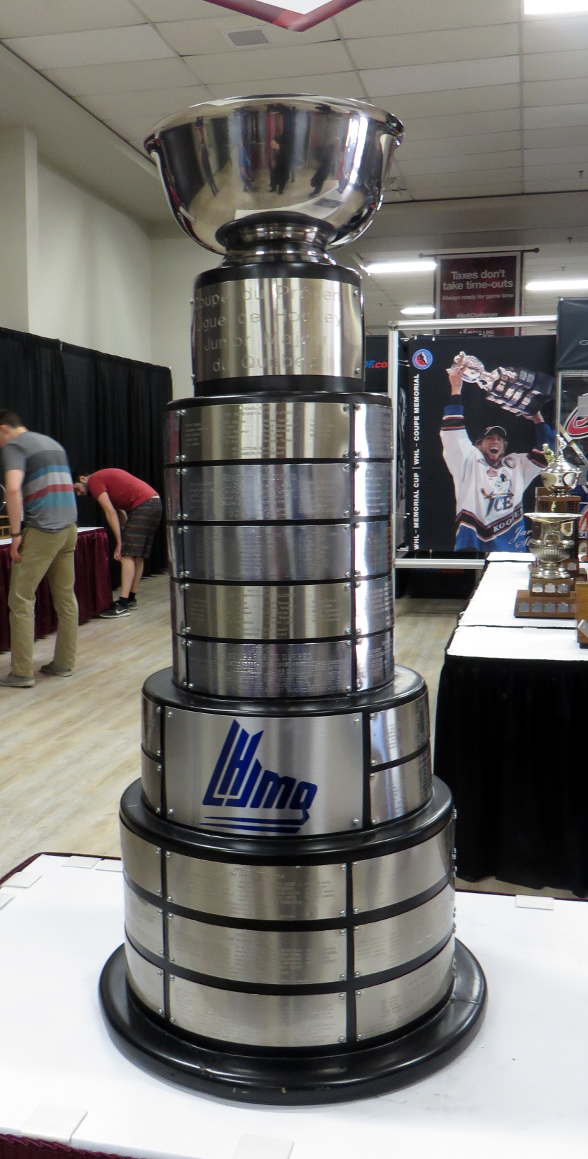
Coupe du Président na wystawie podczas turnieju 2016 Memorial Cup

Coupe du Président (ang. President’s Cup, pol. Puchar Prezydenta) – trofeum przyznawane za zdobycie mistrzostwa w kanadyjskiej lidze juniorskiej w hokeju na lodzie QMJHL.

## Lista zwycięzców
- 2016–2017: Saint John Sea Dogs
- 2015–2016: Rouyn-Noranda Huskies
- 2014–2015: Rimouski Océanic
- 2013–2014: Val-d’Or Foreurs
- 2012–2013: Halifax Mooseheads
- 2011–2012: Saint John Sea Dogs
- 2010–2011: Saint John Sea Dogs
- 2009–2010: Moncton Wildcats
- 2008–2009: Drummondville Voltigeurs
- 2007–2008: Gatineau Olympiques
- 2006–2007: Lewiston Maineiacs
- 2005–2006: Moncton Wildcats
- 2004–2005: Rimouski Océanic
- 2003–2004: Gatineau Olympiques
- 2002–2003: Hull Olympiques
- 2001–2002: Victoriaville Tigres
- 2000–2001: Val-d’Or Foreurs
- 1999–2000: Rimouski Océanic
- 1998–1999: Acadie-Bathurst Titan
- 1997–1998: Val-d’Or Foreurs
- 1996–1997: Hull Olympiques
- 1995–1996: Granby Prédateurs
- 1994–1995: Hull Olympiques
- 1993–1994: Chicoutimi Saguenéens
- 1992–1993: Laval Titan
- 1991–1992: Verdun Collège Français
- 1990–1991: Chicoutimi Saguenéens
- 1989–1990: Laval Titan
- 1988–1989: Laval Titan
- 1987–1988: Hull Olympiques
- 1986–1987: Longueuil Chevaliers
- 1985–1986: Hull Olympiques
- 1984–1985: Verdun Junior Canadiens
- 1983–1984: Laval Voisins
- 1982–1983: Verdun Juniors
- 1981–1982: Sherbrooke Beavers
- 1980–1981: Cornwall Royals
- 1979–1980: Cornwall Royals
- 1978–1979: Trois-Rivières Draveurs
- 1977–1978: Trois-Rivières Draveurs
- 1976–1977: Sherbrooke Beavers
- 1975–1976: Quebec Remparts
- 1974–1975: Sherbrooke Beavers
- 1973–1974: Quebec Remparts
- 1972–1973: Quebec Remparts
- 1971–1972: Cornwall Royals
- 1970–1971: Quebec Remparts
- 1969–1970: Quebec Remparts